# Џеф Бенет
Џеф Глен Бенет (енгл. Jeff Bennett; Хјустон, 2. октобар 1962) је амерички глумац у цртаним филмовима (најчешће Дизнијевим), филмовима и видео-игрицама.